# آوترانا
آوترانا (به ایتالیایی: Avetrana) یک کومونه در ایتالیا است که در استان تارانتو واقع شده‌است.

## خصوصیات
آوترانا ۷۳ کیلومترمربع مساحت و ۶٬۹۴۹ نفر جمعیت دارد و ۶۲ متر بالاتر از سطح دریا واقع شده‌است.

## خواهرخوانده
شهر Maratea خواهرخواندهٔ آوترانا هست.